# Karin Jensen

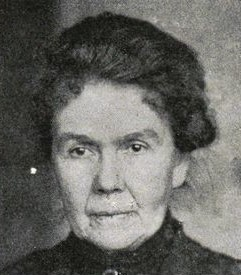
Karin Jensen ur Svenska dagbladets årsbok (1928).

Karin Jensen, född Lidforss 7 februari 1866 i Stockholm, död där 18 september 1928, var en svensk översättare och journalist.
Mellan 1892 och sin död översatte hon minst 200 böcker från engelska, franska, tyska, norska, danska och polska. Hon ägnade sig huvudsakligen åt ungdomsböcker och sin tids populärlitteratur, varibland dock smög sig in klassiker som Anatole France och Guy de Maupassant. Hon var också ansvarig utgivare för tidskriften Polsk bulletin 1918–1919.
Hon var dotter till Edvard Lidforss och Anne Marie Swartling och syster till Bengt, Erik, Hedvig och Gärda. Hon gifte sig 1897 med författaren och översättaren Alfred Jensen (1859–1921).
Karin Jensen är gravsatt på Norra begravningsplatsen utanför Stockholm.

## Översättningar (urval)
- James Payn: Hemligheten på Mirbridge (Envall & Kull, 1892)
- Paul Perron: Konstberiderskan (Adolf Bonnier, 1894)
- Mrs Alexander (pseud. för Annie Hector): Kusin Andrée (Askerberg, 1896)
- Helen Cody Wetmore: "Buffalo Bill" den siste store gränskrigaren: öfverste W. F. Cody's lefnadsöden (berättade af hans syster H. Cody Westmore) (Gleerup, 1902) Fulltext på Projekt Runeberg (utg. från 1918)
- B. M. Croker: Hemlös i Indien (Adolf Bonnier, 1902)
- Ernst Glanville: Miles Vennings underbara äfventyr i Afrika (Gleerup, 1903)
- Anatole France: Crainquebille, Putois, Riquet och andra lärorika berättelser (Hierta, 1904)
- Irving Bacheller: Darrel från Sagoöarna (Gleerup, 1904)
- Herbert Strang: Kobo: berättelse från rysk-japanska kriget (Gleerup, 1905) Fulltext på Projekt Runeberg
- Frank R. Stockton: Kapten Horns äfventyr (Gleerup, 1905)
- Pierre Loti: Islandsfiskare: roman (Beijer, 1906)
- Emmuska Orczy: Den röda nejlikan: en skildring från franska revolutionen (Gleerup, 1907)
- Lucy Maud Montgomery: Anne på Grönkulla (Gleerup, 1909)
- Charles Dickens: Lifvets strid (Svithiod, 1909)
- Bjørnstjerne Bjørnson: Synnöve Solbacken : Blacken ; Fadern (Norstedt, 1909)
- Silvervit: hinduiska folksagor (samlade och översatta av Karin Lidforss-Jensen) (1912)
- Henryk Sienkiewicz: Genom öknen (Norstedt, 1913)
- Indiska sagor (övers. o. bearb.) (Svensk läraretidnings förlag, 1914) (Barnbiblioteket Saga, 47)
- John Masefield: Hertigens kurir (Gleerup, 1915)
- Gene Stratton-Porter: I kamp med livet (Fahlcrantz, 1918)
- Alexander von Gleichen-Russwurm: Det galanta Europa: den förnäma världens sällskapsliv 1600-1789 (Wahlström & Widstrand, 1919)
- H. G. Wells: Gift folk (Svenska andelsförlaget, 1920)
- Erwin Rosen: Spelare: en studie (Wahlström & Widstrand, 1920)
- Torry Gredsted: Paw: en dansk indianpojkes äventyr (Gleerup, 1920)
- Hermann von Eckardstein: Levnadsminnen och politiska anteckningar (Wahlström & Widstrand, 1920)
- Hermann Wagner: Herr Spanihel från Holland: humoresk (Wahlström & Widstrand, 1921)
- Pauline von Metternich: Dagar som svunnit: några minnen av furstinnan Pauline Sandor-Metternich (Wahlström & Widstrand, 1922)
- Georges Lenôtre: En rojalistisk konspiratör under skräckväldet: Baron de Bats 1792-1795 (Norstedt, 1922)
- Marguerite Audoux: Marie-Claires ateljé: en skildring från Paris (Wahlström & Widstrand, 1922)
- Peter Frederik Rist: Lasse Månsson från Skåne: en berättelse från Karl X Gustafs danska krig (Wahlström & Widstrand, 1923)
- Hugh Lofting: Doktor Levertran: historien om hans märkliga hemliv och förvånande äventyr i främmande länder (Wahlström & Widstrand, 1923)
- Agatha Christie: Den hemlighetsfulle motståndaren (Wahlström & Widstrand, 1923)
- William Henry Hudson: Det purpurstänkta landet (Wahlström & Widstrand, 1924)
- Ethel Turner: Flickan på berget (Fahlcrantz, 1924)
- H. C. McNeile (signaturen Sapper): Den svarta ligan (Beckman, 1924)
- Guy de Maupassant: Lilla Roque och andra noveller (Wahlström & Widstrand, 1924)
- Charles Kingsley: Grekiska hjältesagor (Wahlström & Widstrand, 1924)
- Edith Maude Hull: Scheikens söner (Wahlström & Widstrand, 1925)
- Stella Benson: Ipsies resa: ett fragment av ett kvinnoöde (Wahlström & Widstrand, 1925)
- Ben Travers: Oro i lägret (Wahlström & Widstrand, 1926)
- Elizabeth Gaskell: Småstadsliv i Cranford (Wahlström & Widstrand, 1926)
- André Antoine: Talma och kvinnorna: en erotisk studie (Wahlström & Widstrand, 1926)
- George Moore: De älskande i Orelay och andra berättelser (Wahlström & Widstrand, 1927)
- Prosper Mérimée: Carmen (Wahlström & Widstrand, 1927)
- Hans E. Kinck: Renässansmänniskor: historien om Nicolò Machiavelli (Wahlström & Widstrand, 1928)
- C. J. S. Thompson: Vällukternas bok (översatt tillsammans med Anna Lamberg Wåhlin) (Wahlström & Widstrand, 1928)